# Liste des monuments historiques de Lannion
Cet article recense les monuments historiques de Lannion, en France.

## Liste
| Monument                                   | Adresse                                                  | Coordonnées                        | Notice         | Protection                                        | Date      | Illustration                               |
| ------------------------------------------ | -------------------------------------------------------- | ---------------------------------- | -------------- | ------------------------------------------------- | --------- | ------------------------------------------ |
| Borne de corvée                            | à mi chemin entre Croix-rouge et Saint-Jean de Breschan, | à géolocaliser                     | « PA00089260 » | Inscrit                                           | 1936      | Image manquante Téléverser                 |
| Bornes de corvée                           | Rue du Faubourg-de-Buzulzo                               | 48° 43′ 34″ nord, 3° 27′ 31″ ouest | « PA00089261 » | Inscrit                                           | 1936      | Bornes de corvée                           |
| Borne de corvée                            | Rue Saint-Nicolas Rue de la Bienfaisance                 | 48° 43′ 46″ nord, 3° 27′ 08″ ouest | « PA00089262 » | Inscrit                                           | 1936      | Borne de corvée                            |
| Borne de corvée                            | Rue de Tréguier                                          | 48° 44′ 00″ nord, 3° 27′ 07″ ouest | « PA00089263 » | Inscrit                                           | 1936      | Borne de corvée                            |
| Chapelle du collège Saint-Joseph           | 38 rue Jean-Savidan                                      | 48° 43′ 47″ nord, 3° 27′ 17″ ouest | « PA00135254 » | Inscrit                                           | 1995      | Chapelle du collège Saint-Joseph           |
| Chapelle Saint-Nicodème                    | 53 chemin de Kerwegan 22300 Lannion                      | 48° 44′ 26″ nord, 3° 29′ 44″ ouest | « PA00089283 » | Inscrit                                           | 1964      | Chapelle Saint-Nicodème                    |
| Chapelle Saint-Roch                        |                                                          | 48° 44′ 31″ nord, 3° 28′ 10″ ouest | « PA00089278 » | Classé                                            | 1930      | Chapelle Saint-Roch                        |
| Château de Kerivon                         |                                                          | 48° 43′ 47″ nord, 3° 25′ 39″ ouest | « PA00089280 » | Inscrit                                           | 1946 1992 | Château de Kerivon                         |
| Cimetière clos de Servel                   |                                                          | 48° 44′ 45″ nord, 3° 29′ 18″ ouest | « PA00089284 » | Inscrit                                           | 1927      | Cimetière clos de Servel                   |
| Couvent des Ursulines                      | 23 rue Jean-Savidan                                      | 48° 43′ 51″ nord, 3° 27′ 19″ ouest | « PA00089264 » | Inscrit                                           | 1971      | Couvent des Ursulines                      |
| Croix de Kervoënno                         |                                                          | 48° 44′ 45″ nord, 3° 29′ 37″ ouest | « PA00089285 » | Inscrit                                           | 1964      | Croix de Kervoënno                         |
| Croix de Wazh Cloz                         | Route de Lannion à Guingamp                              | 48° 43′ 00″ nord, 3° 24′ 17″ ouest | « PA00089282 » | Inscrit                                           | 1927      | Croix de Wazh Cloz                         |
| Croix du XVIIIe siècle                     |                                                          | 48° 43′ 01″ nord, 3° 24′ 38″ ouest | « PA00089281 » | Inscrit                                           | 1927      | Image manquante Téléverser                 |
| Église de Saint-Ivi église, cimetière      |                                                          | 48° 44′ 08″ nord, 3° 28′ 58″ ouest | « PA00089309 » | Classé                                            | 1909 1912 | Église de Saint-Iviéglise, cimetière       |
| Église Saint-Jean-du-Baly                  |                                                          | 48° 43′ 57″ nord, 3° 27′ 36″ ouest | « PA00089266 » | Classé                                            | 1907      | Église Saint-Jean-du-Baly                  |
| Église de la Trinité de Brélévenez         |                                                          | 48° 44′ 10″ nord, 3° 27′ 31″ ouest | « PA00089279 » | Classé                                            | 1909      | Église de la Trinité de Brélévenez         |
| Fontaine Cinq-Plaies                       |                                                          | 48° 44′ 44″ nord, 3° 29′ 12″ ouest | « PA00089286 » | Inscrit                                           | 1927      | Fontaine Cinq-Plaies                       |
| Maison, 5 rue Le Taillandier               | 5 rue Émile-Letaillandier                                | 48° 43′ 54″ nord, 3° 27′ 36″ ouest | « PA00089270 » | Classé                                            | 1948      | Maison, 5 rue Le Taillandier               |
| Maison, 3 rue Geoffroy-de-Pont-Blanc       | 3 rue Geoffroy-de-Pont-Blanc Place du Général-Leclerc    | 48° 43′ 55″ nord, 3° 27′ 28″ ouest | « PA00089275 » | Classé                                            | 1944      | Maison, 3 rue Geoffroy-de-Pont-Blanc       |
| Maison, 1 rue des Chapeliers               | 1 rue des Chapeliers                                     | 48° 43′ 55″ nord, 3° 27′ 29″ ouest | « PA00089268 » | Inscrit                                           | 1926      | Maison, 1 rue des Chapeliers               |
| Maison, 3 rue des Chapeliers               | 3 rue des Chapeliers                                     | 48° 43′ 56″ nord, 3° 27′ 29″ ouest | « PA00089269 » | Inscrit                                           | 1926      | Maison, 3 rue des Chapeliers               |
| Maison, 7 rue Le Taillandier               | 7 rue Émile-Letaillandier                                | 48° 43′ 54″ nord, 3° 27′ 36″ ouest | « PA00089271 » | Inscrit                                           | 1926      | Maison, 7 rue Le Taillandier               |
| Maisons, 21 et 23 place du Général-Leclerc | 21, 23 place du Général-Leclerc                          | 48° 43′ 56″ nord, 3° 27′ 30″ ouest | « PA00089272 » | Inscrit                                           | 1926      | Maisons, 21 et 23 place du Général-Leclerc |
| Maison, 33 place Général-Leclerc           | 33 place du Général-Leclerc 1 rue des Chapeliers         | 48° 43′ 55″ nord, 3° 27′ 29″ ouest | « PA00089274 » | Inscrit                                           | 1927      | Maison, 33 place Général-Leclerc           |
| Maison du Chapelier                        | 29 place du Général-Leclerc                              | 48° 43′ 55″ nord, 3° 27′ 29″ ouest | « PA00089273 » | Classé                                            | 1963      | Maison du Chapelier                        |
| Maisons, 20 rue des Capucins               | 20 rue des Capucins                                      | à géolocaliser                     | « PA00089267 » | Inscrit                                           | 1930      | Maisons, 20 rue des Capucins               |
| Manoir de Crec'h Ugien                     | 28 place du Marc'hallac'h                                | 48° 44′ 02″ nord, 3° 27′ 18″ ouest | « PA00089276 » | Inscrit                                           | 1973      | Manoir de Crec'h Ugien                     |
| Manoir de Kerprigent                       |                                                          | 48° 46′ 50″ nord, 3° 28′ 26″ ouest | « PA00089288 » | Inscrit                                           | 1980      | Manoir de Kerprigent                       |
| Manoir de Kervégan (Servel)                | 45 chemin de Kerwegan 22300 Lannion                      | 48° 44′ 30″ nord, 3° 29′ 38″ ouest | « PA00089287 » | Inscrit Label « VMF Patrimoine historique » 2021] | 1964      | Manoir de Kervégan (Servel)                |
| Manoir de Langonaval                       | 15bis rue de Kérampont                                   | 48° 43′ 47″ nord, 3° 27′ 43″ ouest | « PA00089277 » | Inscrit Classé                                    | 1925 1983 | Manoir de Langonaval                       |
| Monastère Sainte-Anne                      | Rue de Kérampont                                         | 48° 43′ 49″ nord, 3° 27′ 42″ ouest | « PA00089265 » | Inscrit                                           | 2024      | Monastère Sainte-Anne                      |

1. ↑  localisation cf. l’arrêté portant règlement de l'affichage publicitaire pdf de la ville de Lannion
2. ↑  a priori il s'agit d'une erreur d'inventaire, après recherche et interrogation de l’arssat la borne serait en Ploumilliau, une demande de correction de l'inventaire serait en cours, la borne retrouvée endommagée ne serait plus sur place, endroit possible de correction 48° 41′ 56″ N, 3° 31′ 51″ O entre la croix-rouge et Saint-Jean de Brézéhan